# Michel Butor
Michel Butor (n. 14 septembrie 1926, Mons-en-Barœul - d. 24 august 2016, Contamine-sur-Arve) a fost un poet, romancier și eseist francez, reprezentant al „noului roman”.

## Opera

### Roman
- 1956: Folosirea timpului ("L'emploi du temps");
- 1957: Renunțarea ("La modification");
- 1960: Trepte ("Degrés").

### Poezie
- 1980: Trimitere ("Envois");
- Don Juan;
- Zoo.

### Critică literară, eseu
- 1960 - 1964: Repertoriu ("Répertoires");
- 1964: Istorie extraordinară ("Histoire extraordinaire");
- 1988: Întoarcerea bumerangului ("Retour du boomerang");
- 1989: Îmbarcarea reginei Saba ("L'embarquement de la reine de Saba");
- 1995: Utilitate poetică ("L'utilité poétique").